# Astyanax guianensis
Astyanax guianensis är en fiskart som beskrevs av Eigenmann, 1909. Astyanax guianensis ingår i släktet Astyanax och familjen Characidae. Inga underarter finns listade.